# Olovo-205
Olovo-205 (značka 205Pb nebo  205
82 Pb) je jedním z izotopů olova. Tvoří jakousi „mezeru“ ve stabilních izotopech olova, neboť oba „sousední“ izotopy tohoto prvku (204Pb a 206Pb), stejně tak i 207Pb a 208Pb, jsou stabilní. Jeho poločas přeměny činí 1,73×107 let, a tak jde o nejstabilnější radioizotop olova.